# Richard Lugner
Richard „Mörtel” Lugner (ur. 11 października 1932 w Wiedniu, zm. 12 sierpnia 2024 tamże) – austriacki przedsiębiorca, osobowość medialna, dwukrotny kandydat w wyborach prezydenckich.

## Życiorys
Od początku lat 60. związany z sektorem budowlanym, założył własne przedsiębiorstwo zajmujące się początkowo głównie renowacją mieszkań. Jego firma zaczęła się rozwijać, pod koniec lat 70. ukończyła budowę pierwszego meczetu w Wiedniu. W 1990 Richard Lugner otworzył centrum handlowe w Wiedniu, które nazwał Lugner City.
Regularny uczestnik Opernball w Wiedniu. W 1992 zaprosił do udziału w balu piosenkarza i aktora Harry’ego Belafonte. Od tego czasu co roku pojawiał się na balu z zaproszonym gościem, towarzyszyli mu m.in. Joan Collins, Sophia Loren, Pamela Anderson i Paris Hilton.
Na potrzeby swojej aktywności politycznej założył ugrupowanie Die Unabhängigen. Dwukrotnie kandydował jako niezależny w wyborach prezydenckich, przegrywając w pierwszej turze. W 1998 otrzymał 9,9% głosów, zaś w 2016 poparło go 2,3% głosujących.

## Życie prywatne
Sześciokrotnie żonaty. Jego piątą żoną w 2014 została Cathy Schmitz, mająca wówczas 24 lata modelka „Playboya”. Z szóstą żoną, wówczas 42-letnią Simone Reilander, związek małżeński zawarł w czerwcu 2024. Miał czwórkę dzieci. W lipcu 2024 przeszedł operację serca. Zmarł w następnym miesiącu w swoim domu w Wiedniu.